# Great Totham
Great Totham es una localidad situada en el distrito de Maldon, Essex, Inglaterra (Reino Unido). Según el censo de 2011, tiene una población de 735 habitantes.
Está ubicada al sureste de la región Este de Inglaterra, al noreste de Londres, y a poca distancia de la ciudad de Chelmsford —la capital del condado— y de la costa del mar del Norte.